# Round Loaf

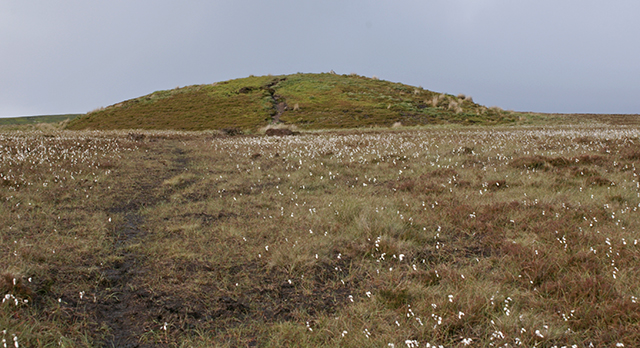
Round Loaf Tumulus

Der Round Loaf (deutsch „runder Brotlaib“) ist ein spätneolithisch-frühbronzezeitlicher Tumulus auf dem Anglezarke Moor in den „West Pennine Moors“, östlich von Chorley in Lancashire in England. Er liegt zwischen dem Great Hill im Nordosten und den Pikestones, den Resten eines neolithischen Cairns, im Südwesten. Der Tumulus ist von nationaler Bedeutung und wurde 1954 unter Schutz gestellt. 

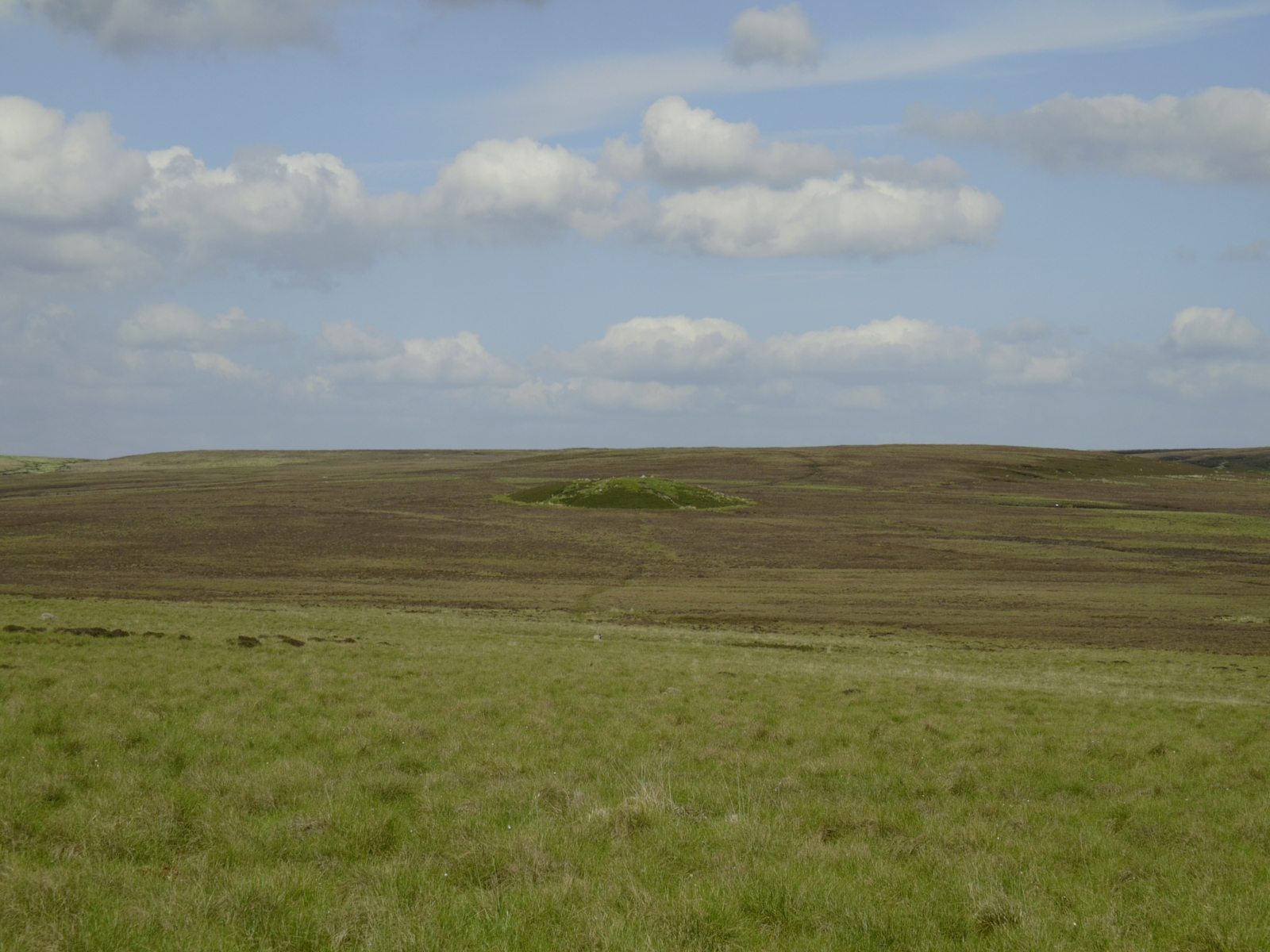
Round Loaf vom Hurst Hill

Der Round Loaf nimmt eine markante Position auf dem Anglezarke-Moor ein. Er wurde nicht ausgegraben und ist möglicherweise ungestört. Es handelt sich um einen ovalen Hügel von etwa 73 × 66 Metern, aus Erde und kleinen Steinen bis zu einer Höhe von 5,5 Meter aufgeschüttet. Auf dem Gipfel wurden Feuersteinabschläge gefunden. 
Round Loaf ist einer von 10.000 Hügeln, die in England zwischen der spätneolithischen und der späten Bronzezeit (2400–1500 v. Chr.) errichtet wurden. Sie sind Grabhügel, die einzelne oder mehrere Bestattungen bedecken. Einige waren von einem Graben umgeben. Manche liegen wie Round Loaf isoliert und andere sind auf sogenannten Friedhöfen (englisch cemeterys) gruppiert. Sie variieren in der Größe und die regionalen Varianten zeigen verschiedenen Bestattungspraktiken. 